# ميدان مراد
ميدان مراد (بالفارسية: میدان مراد) هي قرية تقع في غلستان في إيران. يقدر عدد سكانها بـ 163 نسمة بحسب إحصاء 2016.